# Гідроерозійне зношування
Гідроерозі́йне (газоерозі́йне) зно́шування  — механічне зношування внаслідок впливу потоку рідини і (або) газу.

## Основні механізми ерозії
Ерозійна дія високошвидкісного потоку рідини, газу або пари без твердих домішок обумовлюється тертям суцільного потоку та його ударами по поверхні твердого тіла тертя. В результаті тертя відбувається розхитування і вимивання окремих фрагментів матеріалу. Швидкість зношування в цьому випадку зазвичай не є високою. Динамічна дія потоку або струменя є порівняно вагомішою. Залежно від властивостей матеріалу можливі виривання окремих об'ємів або групи зерен із несприятливою орієнтацією стосовно прикладених сил. В пластичних матеріалах, схильних до наклепу, спочатку накопичуються мікроскопічні деформації на окремих ділянках. При вичерпанні здатності матеріалу до зміцнення утворюються мікротріщини. Рідина поводить себе подібно до клина, розсуваючи бокові стінки мікротріщин, а далі, вимиваючи фрагменти матеріалу поверхні.
Ерозія у початковий період на гладкій поверхні розвивається повільно, але після появи уражених місць прискорюється. Це пов'язане із зростанням крихкості ушкодженого шару, накопиченням мікротріщин, розклинювальною дією потоку рідини (газу) та посиленням динамічного впливу через вихроутворення біля поверхні.

## Прояви
Руйнування від ерозії часто зазнають робочі кромки золотникових пристроїв гідравлічних агрегатів. Струмені палива, проникаючи з великою швидкістю під час відсікання в зазор між циліндричними поверхнями золотника івтулки, руйнують метал біля робочої кромки. Це випадок щілинної ерозії. Цього ж виду ерозії зазнають клапани запірних і регулюючих пристроїв гідравлічних і парових систем. Часто ерозійне зношування починається з мікроподряпин, що виникають при схоплюванні поверхонь тертя.
Ерозійне зношування переважно проявляється разом з гідроабразивним (газоабразивним). Потік рідини (газу) руйнує оксидну плівку металу, а абразивні частки в потоці сприяють інтенсифікації зношування. Поверхневий шар деталей насосів, центрифуг, сит, грохотів, гідравлічних турбін, трубопроводів і їх арматури та подібних деталей машин і технологічного обладнання розмивається потоком води, який містить абразив. Швидкість ерозійно-абразивного зношування залежить від властивостей твердих частинок, їх концентрації, швидкості руху в потоці та ступеня агресивності води.
Часто ерозія відбувається спільно з корозією. Корозійно-ерозійне зношування є різновидом корозійно-механічного зношування. Роль обох факторів залежить від співвідношення механічного і хімічного впливу на матеріал. Газова корозія і ерозія діють спільно, наприклад, у випускних клапанах та інших високонапружених деталях двигунів внутрішнього згорання, на вхідних кромках лопаток компресорів газотурбінних двигунів тощо.
Також може відбуватися кавітаційно-ерозійне руйнування поверхні. Даному виду руйнування піддається, наприклад, плоска поверхня золотника плунжерного насоса високого тиску. Цей вид зношування характерний також для технологічних апаратів і трубопроводів.